# Summer (chanson de Calvin Harris)
Pour les articles homonymes, voir Summer.
Singles de Calvin Harris
Under Control
(2013) Blame
(2014)
Summer (signifiant Été en français) est un titre musical du DJ écossais Calvin Harris sorti en mars 2014. Comme pour son single Feel So Close, Calvin Harris chante sur ce morceau.
Cette chanson intègre un clip artistique dans lequel on peut voir Calvin Harris dans un style épuré (Jean et T-Shirt Blanc) marchant au milieu d'une longue route. Durant ce clip, nous apercevons qu'une course de voitures y a lieu. Le mannequin visible dans le clip est Jaclyn Swedberg. Y apparaît aussi l'acteur Jason Statham, au volant. 
La chanson a fait ses débuts au numéro un sur le UK Singles Chart, devenant ainsi le sixième single britannique numéro un de Harris. Il a culminé à la septième place du Billboard Hot 100, devenant son deuxième hit top dix en tant qu'artiste principal et troisième en tout, et s'était vendu à plus d'un million d'exemplaires aux États-Unis en juillet 2014. Summer a reçu des nominations pour le British Single et British Artist Video of the Year de l'année 2015 aux Brit Awards.
En décembre 2016, le clip vidéo atteint le milliard de visionnages sur YouTube.

## Liste des pistes
| 1. | Summer | 3:42 |

| 1. | Summer (Extended Mix)              | 4:56 |
| 2. | Summer (Diplo & Grandtheft Remix)  | 4:27 |
| 3. | Summer (R3hab & Ummet Ozcan Remix) | 4:40 |
| 4. | Summer (twoloud Remix)             | 5:22 |

## Classements
| Classement (2014)                       | Meilleure position |
| --------------------------------------- | ------------------ |
| Allemagne (Media Control AG)            | 3                  |
| Australie (ARIA)                        | 4                  |
| Autriche (Ö3 Austria Top 40)            | 2                  |
| Belgique (Flandre Ultratop 50 Singles)  | 5                  |
| Belgique (Flandre Ultratop 50 Dance)    | 4                  |
| Belgique (Wallonie Ultratop 50 Singles) | 3                  |
| Belgique (Wallonie Ultratop 50 Dance)   | 3                  |
| Canada (Hot 100)                        | 3                  |
| Danemark (Tracklisten)                  | 20                 |
| Écosse (OCC)                            | 1                  |
| Espagne (PROMUSICAE)                    | 12                 |
| États-Unis (Hot 100)                    | 8                  |
| États-Unis (Adult Pop Songs)            | 26                 |
| États-Unis (Dance Club Songs)           | 5                  |
| États-Unis (Pop Airplay)                | 3                  |
| Finlande (Suomen virallinen lista)      | 1                  |
| France (SNEP)                           | 15                 |
| Hongrie (Rádiós Top 40)                 | 13                 |
| Hongrie (Single Top 40)                 | 4                  |
| Hongrie (Dance Top 40)                  | 1                  |
| Italie (FIMI)                           | 3                  |
| Irlande (IRMA)                          | 1                  |
| Pays-Bas (Nederlandse Top 40)           | 1                  |
| Norvège (VG-lista)                      | 2                  |
| Nouvelle-Zélande (RMNZ)                 | 19                 |
| Pologne (ZPAV)                          | 7                  |
| Tchéquie (IFPI Rádio)                   | 12                 |
| Royaume-Uni (UK Singles Chart)          | 1                  |
| Royaume-Uni (UK Dance Chart)            | 1                  |
| Slovaquie (IFPI Rádio)                  | 12                 |
| Suède (Sverigetopplistan)               | 4                  |
| Suisse (Schweizer Hitparade)            | 4                  |